# Fogelstadgruppen

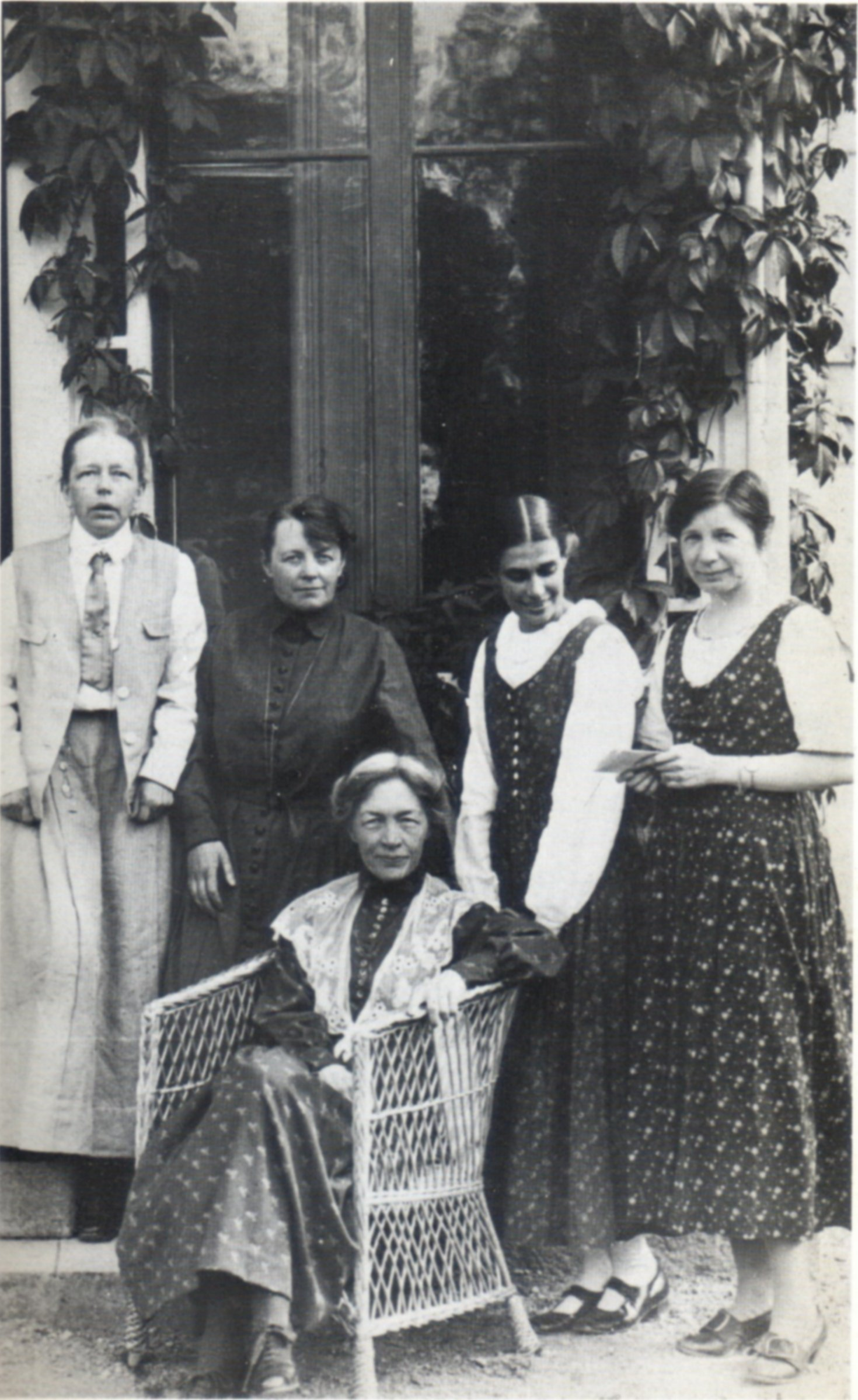
Fogelstadgruppen med stående från vänster Elisabeth Tamm, Ada Nilsson, Honorine Hermelin och Elin Wägner. Sittande: Kerstin Hesselgren.

Fogelstadgruppen var en informell sammanslutning av politiskt engagerade kvinnor. Till gruppens kärna hörde Elisabeth Tamm, Ada Nilsson, Honorine Hermelin, Kerstin Hesselgren och Elin Wägner. Fogelstadgruppen grundade och drev Kvinnliga medborgarskolan vid Fogelstad (1925–1954).  Den inre kretsen av Fogelstadsgruppen var också med och startade veckotidningenTidevarvet (1923–1936) som var knuten till Frisinnade Kvinnors riksförbund (från 1931 Svenska Kvinnors Vänsterförbund). Fogelstadsgruppen var partipolitiskt obunden. Bland dess medlemmar fanns olika politiska uppfattning även om flera av dem tillhörde vänsterliberala kretsar.

## Historik
Fogelstadgruppen bildades 1921 på initiativ av Elisabeth Tamm på godset Fogelstad i Julita socken, Södermanlands län. Dit bjöd hon in Ada Nilsson, Honorine Hermelin, Elin Wägner och Kerstin Hesselgren, som liksom Elisabeth Tamm var frisinnade kvinnor och ansåg att kvinnor behövde utbildas i medborgarskap eftersom de stått utanför så länge.